# UMS II
UMS II: Nations at War est un jeu vidéo de type wargame conçu par Ezra Sidran et publié par MicroProse, sous le label MicroPlay, en 1991 sur Amiga, Atari ST, IBM PC et Macintosh. Le jeu fait suite à UMS: The Universal Military Simulator, publié en 1987 par Rainbird, dont il se démarque en se focalisant plus sur les opérations stratégiques. Le jeu permet de simuler des conflits à l’échelle mondiale à n’importe quelle époque, de l’antiquité jusqu’au XXe siècle.  Il propose trois scénarios qui retrace respectivement la campagne d’Alexandre le Grand, les guerres napoléoniennes et le débarquement en Normandie. Le jeu se déroule au tour par tour. Chaque pays peut être contrôlé par un joueur ou par l’ordinateur. Outre l’aspect militaire, les joueurs doivent gérer les aspects diplomatique et économique du conflit, en nouant des alliances et en investissant dans leurs différentes provinces pour améliorer leurs productions,. Le jeu a bénéficié d’une extension, baptisé UMS II : Planet Editor, qui propose, outre le jeu original, un outil permettant de créer des conflits personnalisé.

## Accueil
| UMS 2                    |      |       |
| Média                    | Pays | Notes |
| Amiga Format             | GB   | 77 %  |
| Amiga Power              | GB   | 76 %  |
| Amiga User International | GB   | 84 %  |
| Joystick                 | FR   | 63 %  |